# Грязново (Московская область)
Грязново — деревня в Рузском районе Московской области, входит в состав сельского поселения Ивановское. На 2006 год постоянного населения в деревне не было. До 2006 года Грязново входило в состав Сумароковского сельского округа.
Деревня расположена на западе района, примерно в 20 километрах к западу от Рузы, у границы с Можайским районом, высота центра над уровнем моря 203 м. Ближайший населённый пункт — Сумароково — в 2 километрах на восток.